# كونور ريني
كونور ريني (بالإنجليزية: Connor Rennie)‏ (21 أغسطس 1990 في المملكة المتحدة - ) هو لاعب كرة قدم بريطاني في مركز الدفاع. لعب مع نادي دندي وDeveronvale F.C. ‏.

## وصلات خارجية
- كونور ريني على موقع قاعدة بيانات كرة القدم.إي يو (الإنجليزية)
- كونور ريني على موقع Soccerway.com (الإنجليزية)